# Assunzione di Maria (Rosso Fiorentino)
L'Assunzione di Maria è un affresco (385x337 cm) di Rosso Fiorentino, databile al 1517 e conservato nel Chiostro dei Voti della basilica della Santissima Annunziata di Firenze.

## Storia
Come ricorda anche Vasari, nel 1513-1514 l'affresco dovette essere completato frettolosamente per essere inaugurato entro le solennità dell'8 settembre 1514, quando la basilica ricevette il titolo di Giubileo perpetuo da Leone X.
Nel 1515 però i frati si dimostrarono insoddisfatti (Conv. Soppr. 119, 705, cc. 112v., 123, 135v.) e chiesero al Rosso, che era stato sicuramente raccomandato dal suo maestro Andrea del Sarto (autore della maggior parte delle lunette del chiostro), di ridipingere l'affresco, dopo che Andrea ne aveva rifiutato l'esecuzione (Ricordanze, c. 98).

## Descrizione e stile
La scena dell'Assunzione ha uno schema derivato dal Giudizio universale di Fra Bartolomeo e Mariotto Albertinelli, diviso in due registri, con gli apostoli che si accalcano in basso, dove dovrebbe trovarsi il sarcofago di Maria, e la celeste visione della Vergine in gloria di angeli nella parte superiore. Un altro modello potrebbe essere stato la Pala degli Oddi di Raffaello, anche se Barocchi evidenziò soprattutto l'influenza di Dürer, in opere come il disegno per un'Assunta distrutta nel 1674, forse nota attraverso stampe. Dall'influenza di Fra Bartolomeo deriva anche il motivo della Vergine circondata da angeli festanti, dalle anatomie vigorose, alla Michelangelo.
La strutturazione spaziale è ravvivata da una notevole libertà nella disposizione degli apostoli e nella ricerca di effetti da sott'in su nei cerchi angelici attorno a Maria: raffinata appare l'ambivalenza, nella parte superiore, tra il ritmo quasi calligrafico del girotondo d'angioletti e la dimensione dello spazio, intuibile ma non definita. L'intensità cromatica e l'accentuazione dei volumi deriva infine dall'esempio di Andrea del Sarto, come nella vicina lunetta del Viaggio dei Magi. Un brano di illusionismo pittorico è il lembo del mantello dell'apostolo al centro che ricade oltre la cornice dell'affresco, come ad annullare la distanza tra realtà e rappresentazione pittorica.
Numerosi elementi appaiono poi innovativi, come i tipi degli apostoli, dai volti larghi con i lineamenti nel complesso poco marcati, con grossi nasi ed espressioni talvolta bizzarre, forse influenzate dalle stampe nordiche, che allora già circolavano diffusamente. Spesso vengono giustapposti colori complementari e anche la disposizione delle figure è innovativa, al limite della misurabilità di stampo rinascimentale. Gli apostoli formano infatti un cerchio chiuso, da cui si dipartono due tangenti ai lati, più o meno simmetriche.